# Український науковий інститут книгознавства

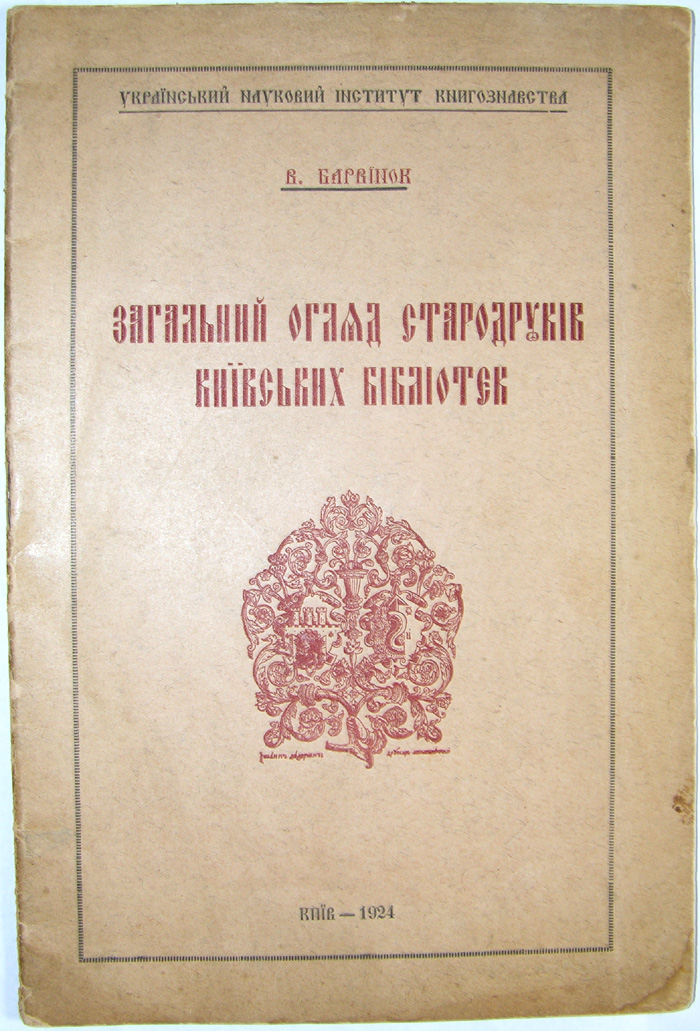
«Загальний огляд стародруків київських бібліотек» Барвінок Володимир Іванович, Український Науковий Інститут Книгознавства

Український Науковий Інститут Книгознавства (також — УНІК) — науково-дослідна установа, що існувала в Києві в 1922—1936 рр. на базі Головної Книжкової палати. Функціонування установи поділяють на два періоди — 1922—1931 (розквіт книгознавчих досліджень) та 1931—1936 рр. (реорганізація, знищення українознавчих досліджень, критика роботи попередників).

## Передумови створення
УНІК був організований на базі Головної книжної палати (ГКП) в Києві (ГКП, яка була утворена в січні 1919, згодом періодично працювала під назвами Центральний бібліографічний відділ чи Київська крайова книжна палата тощо): наказ про його створення був підписаний у серпні, а фактично до роботи приступили в листопаді 1922 р.
У Харкові, тодішній столиці УСРР, була організована Українська книжкова палата (постанова Раднаркому УСРР від 27 червня 1922), але в Києві лишався науковий осередок бібліографів (Ю. Меженко, Т. Волобуєва, Н. Заглада, В. Шпілевич та ін.), солідний, як на той час, фонд зібраних ними українських видань 1917—1921 рр., відповідна бібліографія. Щоб не втратити всі ці напрацювання та спеціалістів, було вирішено відкрити в Києві науковий бібліологічний інститут. Директором як ГКП, так і УНІКу був Юрій Олексійович Меженко (1892—1969), котрий був ініціатором створення цих установ. Протягом 1934—1935 років директором був Іванушкін Василь Михайлович.

## Структура
У перші роки існування УНІК поділявся на відділи: книжковий, україніки, преси, прокламаційно-афішний. Після реорганізації 1926 р. тут були створені секції: історії книги, мистецтва книги і техніки, соціології книги («Кабінет вивчення книги й читача»), з 1929 р. — бібліографічна. Невеликий штат співробітників УНІК — від шести до дев'яти осіб — був розподілений по секціях.

## Напрями діяльності
Основними темами досліджень були зовсім не вивчена до того часу історія української преси та книги, її мистецтво, роль і завдання бібліографії в умовах зростаючої кількості творів друку та появи нового масового читача української книги, з'ясування та аналіз його смаків, роль бібліотек у цій справі. Саме на вивченні читача в комплексі «книга-читач» акцентували українські дослідники, на відміну, скажімо, від російських книгознавців, які, головним чином, вивчали саму книгу. УНІКом було проведено вперше в Радянському Союзі соціологічне дослідження бібліотек України.
Важливим напрямом діяльності інституту було збирання видань перших пореволюційних років (книг, журналів, листівок, афіш), чимало з яких невдовзі стали раритетами. Користуючись правом безмитного одержання літератури з-за кордону, УНІК отримував українські друки з емігрантських культурних центрів.

## Видання
Протягом 20-х рр. УНІК видав чотири томи «Трудів», 25 номерів журналу «Бібліологічні вісті» (у 21 вип.), 6 випусків серії «Науково-популярна бібліотека книгознавства», 1 випуск серії «Українські бібліологи» та ще майже 60 брошур книгознавчої тематики, більшість з яких становили відбитки статей, проте видані з власними обкладинками, нумерацією сторінок, тиражем у сотні примірників, вони фактично були окремими виданнями.
Інститут у 1924 видав «Загальний огляд стародруків київських бібліотек», автор книги Барвінок Володимир Іванович.
За даними на 1926 р., фонд УНІКу становив 40 тис. книг, 3 тис. назв періодики, близько 25 тис. прокламацій і афіш.
Архів УНІК зберігається в Інституті рукопису Національної бібліотеки України імені В. І. Вернадського, фонд 47.